# Андріївка (Краматорський район)
Андрі́ївка — село в Україні, у Краматорському районі Донецької області. Адміністративний центр Андріївської сільської громади. Населення становить 1044 особи.

## Географія
Село Андріївка знаходиться на трасі Краматорськ — Добропілля. Відстань від Краматорська — 28 км.

## Населення

### Мова
Розподіл населення за рідною мовою за даними перепису 2001 року:
| Мова            | Кількість | Відсоток |
| --------------- | --------- | -------- |
| українська      | 931       | 89.18%   |
| російська       | 111       | 10.63%   |
| інші/не вказали | 2         | 0.19%    |
| Усього          | 1044      | 100%     |

За даними перепису 2001 року населення села становило 1044 особи, з них 89,18% зазначили рідною українську мову, 10,63% — російську, а 0,19% — іншу.

## Економіка
Філія «Донбас» агрофірми «Шахтар».

## Галерея

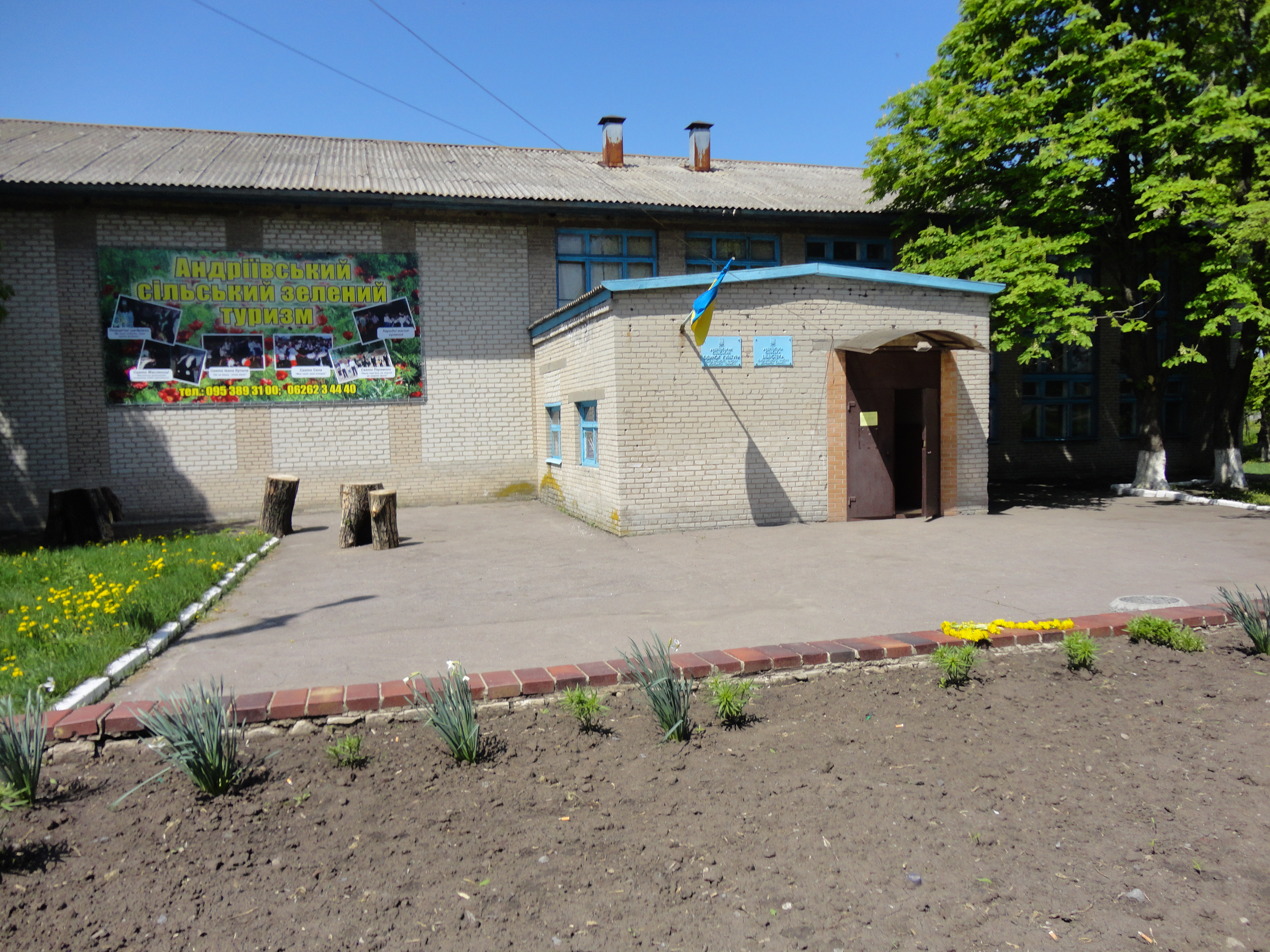
Будинок культури
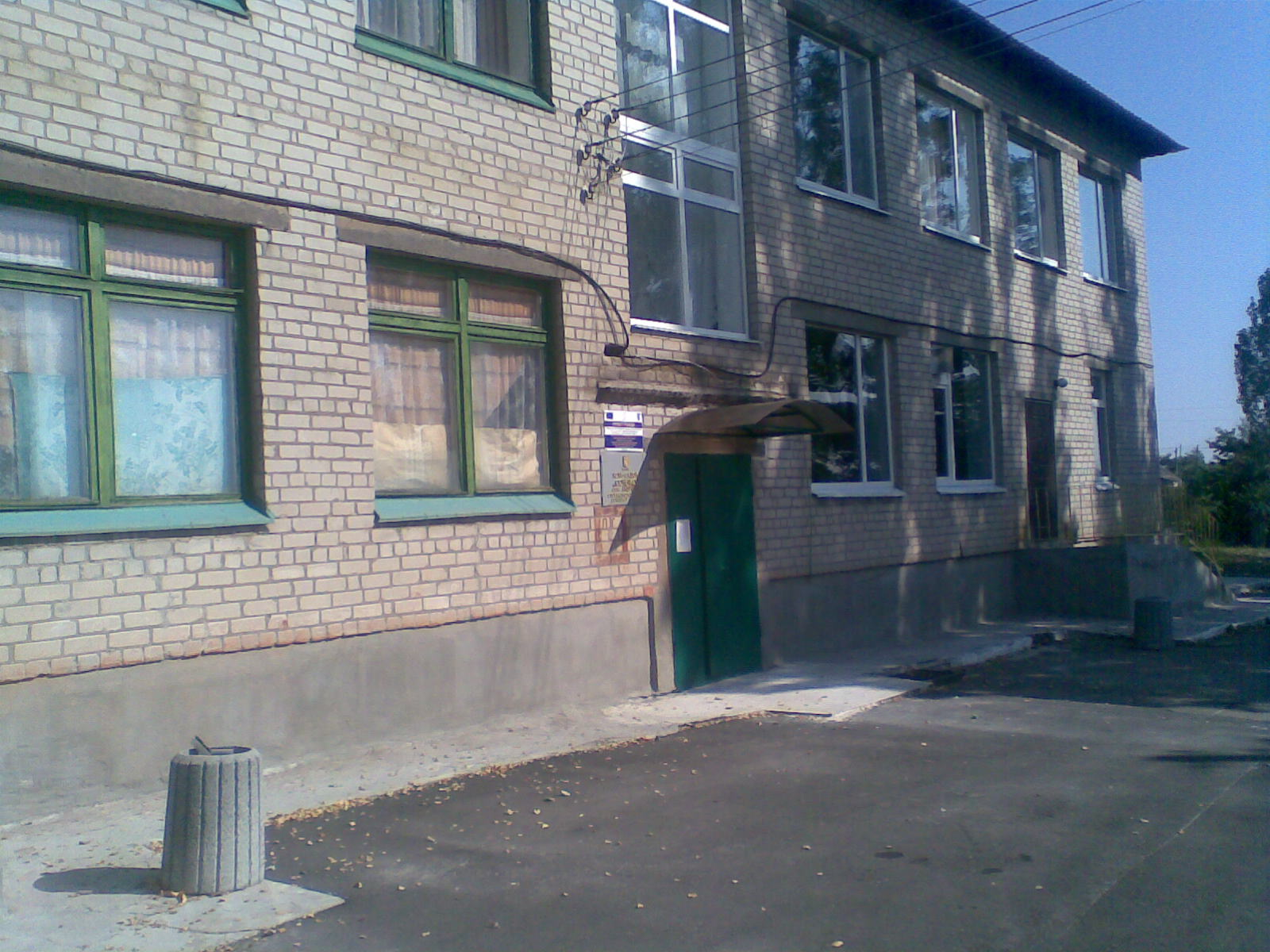
Дитячий садочок
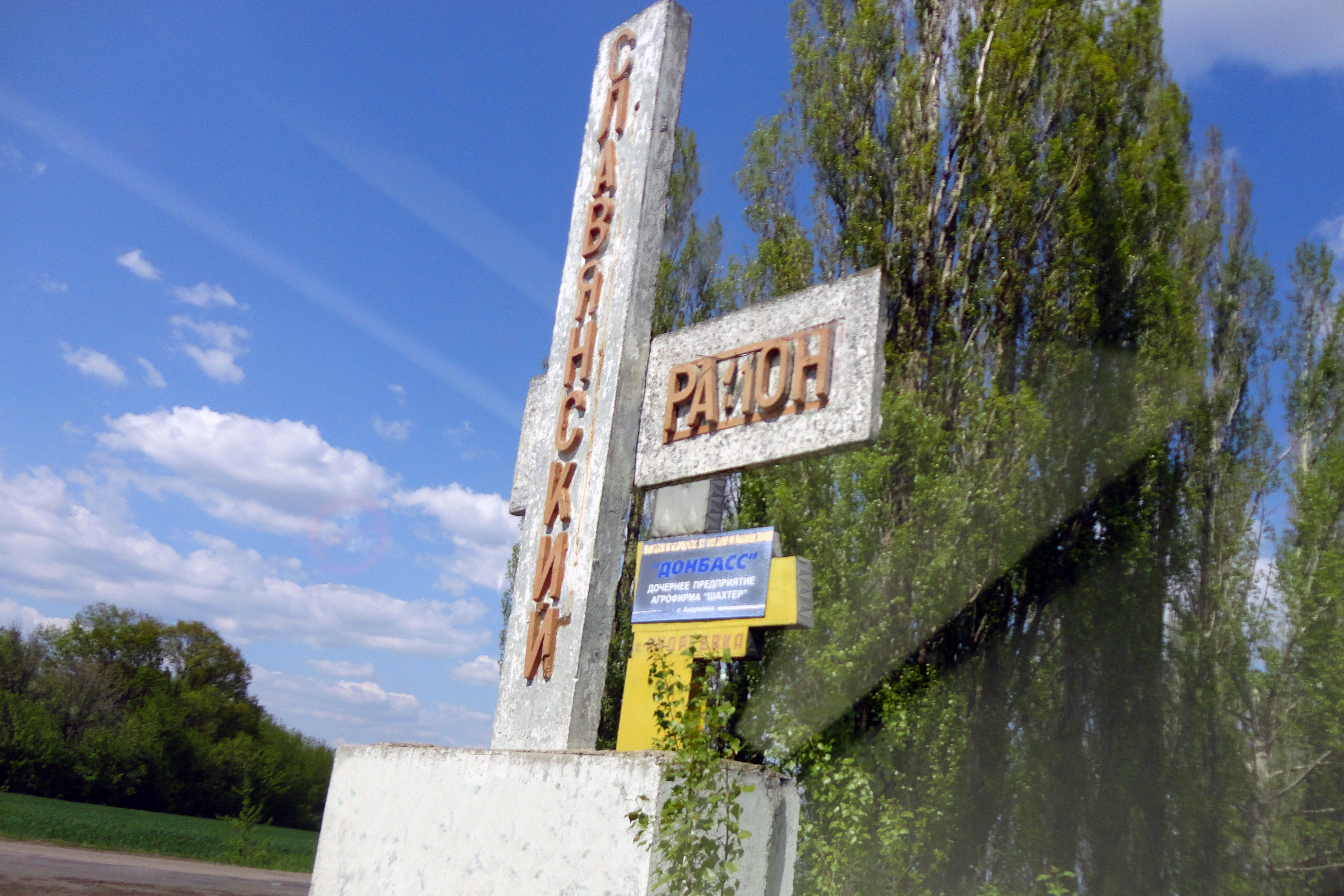
В'їзд в Андріївку